# 도요코로역
도요코로역(일본어: 豊頃駅)은 일본 홋카이도 나카가와 군 도요코로정에 있는 홋카이도 여객철도의 역이다. 역 번호는 K38이며, 상대식 승강장 2면 2선의 구조를 지닌 지상역이다.

## 역 주변
- 국도 제38호선
- 도요코로 정 농업 협동조합 (JA 도요코로 정)

## 역사
- 1904년 8월 12일 : 개업.
- 1905년 4월 1일 : 관설 철도로 이관.
- 1984년 12월 1일 : 무인화.
- 1987년 4월 1일 : 민영화에 의해, 홋카이도 여객철도로 이관.

## 인접 정차역
| 홋카이도 여객철도 네무로 본선 | 홋카이도 여객철도 네무로 본선 | 홋카이도 여객철도 네무로 본선 |
| ----------------------------- | ----------------------------- | ----------------------------- |
| K37 도후쓰 신토쿠 방면        | 네무로 본선                   | 신요시노 K39 구시로 방면      |